# Ochthebius amrishi
Ochthebius amrishi är en skalbaggsart som beskrevs av Dewanand Makhan 2004. Ochthebius amrishi ingår i släktet Ochthebius och familjen vattenbrynsbaggar. Inga underarter finns listade i Catalogue of Life.